# Стрибки у воду на Чемпіонаті світу з водних видів спорту 2022 — трамплін, 1 метр (чоловіки)
Змагання зі стрибків у воду з метрового трампліна серед чоловіків на Чемпіонаті світу з водних видів спорту 2022 відбулися 30 червня 2022 року.

## Результати
Попередній раунд розпочався о 12:00 за місцевим часом. Фінал відбувся о 19:00 за місцевим часом.
Зеленим позначено фіналістів
| Місце | Стрибун                 | Країна                   | Попередній раунд | Попередній раунд | Фінал            | Фінал            |
| Місце | Стрибун                 | Країна                   | Очки             | Місце            | Очки             | Місце            |
| ----- | ----------------------- | ------------------------ | ---------------- | ---------------- | ---------------- | ---------------- |
| 1     | Ван Цзунюань            | Китай                    | 380.95           | 2                | 493.30           | 1                |
| 2     | Джек Лафер              | Велика Британія          | 363.70           | 9                | 426.95           | 2                |
| 3     | Лі Шисінь               | Австралія                | 364.95           | 7                | 395.40           | 3                |
| 4     | Жуль Бує                | Франція                  | 364.50           | 8                | 381.30           | 4                |
| 5     | Себастьян Моралес       | Колумбія                 | 358.10           | 12               | 374.90           | 5                |
| 6     | Джордан Рзепка          | США                      | 365.80           | 6                | 372.05           | 6                |
| 7     | Йона Найт-Віздом        | Ямайка                   | 359.10           | 11               | 370.90           | 7                |
| 8     | Чжен Цзююань            | Китай                    | 375.75           | 3                | 365.55           | 8                |
| 9     | Джонатан Рувалькаба     | Домініканська Республіка | 359.35           | 10               | 346.15           | 9                |
| 10    | Джованні Точчі          | Італія                   | 396.15           | 1                | 326.75           | 10               |
| 11    | Рікуто Тамаї            | Японія                   | 366.70           | 5                | 326.60           | 11               |
| 12    | Тайлер Даунс            | США                      | 367.40           | 4                | 293.10           | 12               |
| 13    | Джонатан Суков          | Швейцарія                | 355.35           | 13               | Завершили виступ | Завершили виступ |
| 14    | Алексі Жандар           | Франція                  | 352.05           | 14               | Завершили виступ | Завершили виступ |
| 15    | Лоренцо Марсалья        | Італія                   | 350.60           | 15               | Завершили виступ | Завершили виступ |
| 16    | Ґійом Дютуа             | Швейцарія                | 342.00           | 16               | Завершили виступ | Завершили виступ |
| 17    | Кевін Муньйос           | Мексика                  | 341.40           | 17               | Завершили виступ | Завершили виступ |
| 18    | Джордан Гаулден         | Велика Британія          | 340.95           | 18               | Завершили виступ | Завершили виступ |
| 19    | Yi Jaeg-yeong           | Південна Корея           | 333.30           | 19               | Завершили виступ | Завершили виступ |
| 20    | Тімо Бартель            | Німеччина                | 329.15           | 20               | Завершили виступ | Завершили виступ |
| 21    | Ларс Рюдіґер            | Німеччина                | 327.85           | 21               | Завершили виступ | Завершили виступ |
| 22    | Лаєм Стоун              | Нова Зеландія            | 326.35           | 22               | Завершили виступ | Завершили виступ |
| 23    | Давід Екдаль            | Швеція                   | 323.60           | 23               | Завершили виступ | Завершили виступ |
| 24    | Анджей Жешутек          | Польща                   | 322.90           | 24               | Завершили виступ | Завершили виступ |
| 25    | Франдіель Гомес         | Домініканська Республіка | 322.10           | 25               | Завершили виступ | Завершили виступ |
| 26    | Карлос Ескалона         | Куба                     | 319.90           | 26               | Завершили виступ | Завершили виступ |
| 27    | Йолотль Мартінес        | Мексика                  | 315.85           | 27               | Завершили виступ | Завершили виступ |
| 28    | Даріюш Лотфі            | Австрія                  | 315.40           | 28               | Завершили виступ | Завершили виступ |
| 29    | Мохамед Фарук           | Єгипет                   | 314.95           | 29               | Завершили виступ | Завершили виступ |
| 30    | Станіслав Оліферчик     | Україна                  | 312.80           | 30               | Завершили виступ | Завершили виступ |
| 31    | Альберто Аревало        | Іспанія                  | 311.35           | 31               | Завершили виступ | Завершили виступ |
| 32    | Теофілос Афтінос        | Греція                   | 308.45           | 32               | Завершили виступ | Завершили виступ |
| 33    | Хоан Морель             | Куба                     | 300.70           | 33               | Завершили виступ | Завершили виступ |
| 34    | Алехандро Аріас         | Колумбія                 | 296.10           | 34               | Завершили виступ | Завершили виступ |
| 35    | Рафаел Фугаса           | Бразилія                 | 288.65           | 35               | Завершили виступ | Завершили виступ |
| 36    | Донато Неглія           | Чилі                     | 280.45           | 36               | Завершили виступ | Завершили виступ |
| 37    | Олег Колодій            | Україна                  | 277.65           | 37               | Завершили виступ | Завершили виступ |
| 38    | Адріан Абадія           | Іспанія                  | 277.50           | 38               | Завершили виступ | Завершили виступ |
| 39    | Юхо Юнттіла             | Фінляндія                | 273.90           | 39               | Завершили виступ | Завершили виступ |
| 40    | Торніке Онікашвілі      | Грузія                   | 259.90           | 40               | Завершили виступ | Завершили виступ |
| 41    | Себастьян Конецький     | Литва                    | 257.50           | 41               | Завершили виступ | Завершили виступ |
| 42    | Абдулрахман Аббас       | Кувейт                   | 254.50           | 42               | Завершили виступ | Завершили виступ |
| 43    | Ніколай Шаллер          | Австрія                  | 253.00           | 43               | Завершили виступ | Завершили виступ |
| 44    | Хасан Калі              | Кувейт                   | 249.05           | 44               | Завершили виступ | Завершили виступ |
| 45    | Атанасіос Цірікос       | Греція                   | 247.05           | 45               | Завершили виступ | Завершили виступ |
| 46    | Ґебріел Дайм            | Малайзія                 | 232.55           | 46               | Завершили виступ | Завершили виступ |
| 47    | Іраклі Саканделідзе     | Грузія                   | 230.20           | 47               | Завершили виступ | Завершили виступ |
| 48    | Чаванват Джунтапхадавон | Таїланд                  | 228.50           | 48               | Завершили виступ | Завершили виступ |